# Parashorea lucida
Espèce
Classification phylogénétique
Statut de conservation UICN

 CR A1cd, B1+2c, C2a : 
En danger critique
 Parashorea lucida  est un grand arbre sempervirent de Sumatra et de Bornéo.

## Répartition
Dispersée dans les forêts mixtes à dipterocarps des collines de Bornéo (Sarawak et Kalimantan) et de Sumatra.

## Préservation
Menacé par la déforestation et l'exploitation forestière.